# Passiflora yucatanensis
Passiflora yucatanensis är en passionsblomsväxtart som beskrevs av Ellsworth Paine Killip och Paul Carpenter Standley. Passiflora yucatanensis ingår i släktet passionsblommor, och familjen passionsblomsväxter. Inga underarter finns listade i Catalogue of Life.

## Bildgalleri

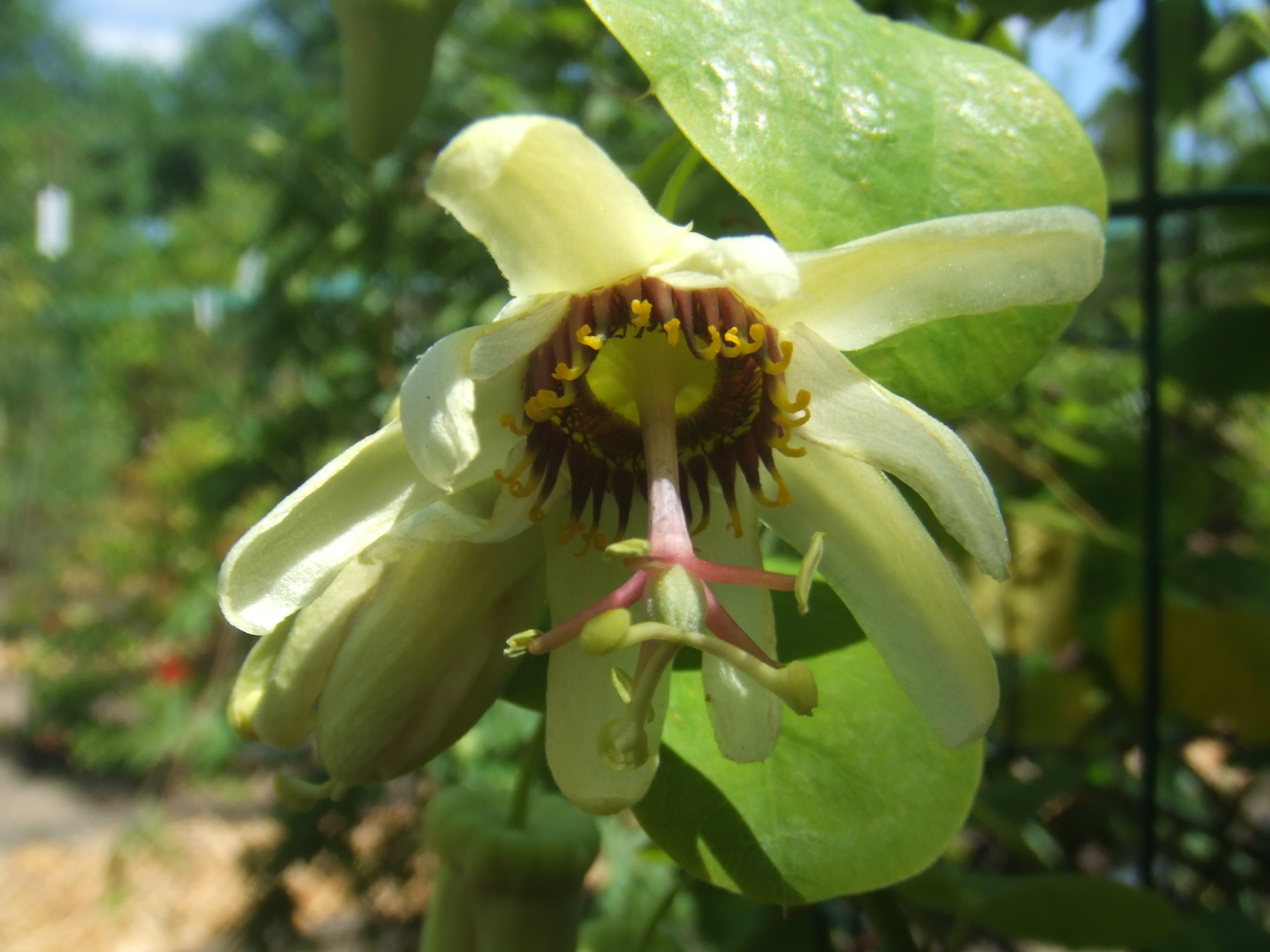